# Maniyur
Maniyur es una ciudad censal situada en el distrito de Kozhikode en el estado de Kerala (India). Su población es de 21820 habitantes (2011). Se encuentra a 37 km de Kozhikode.

## Demografía
Según el censo de 2011 la población de Maniyur era de 21820 habitantes, de los cuales 10244 eran hombres y 11576 eran mujeres. Maniyur tiene una tasa media de alfabetización del 94,73%, superior a la media estatal del 94%: la alfabetización masculina es del 97,73%, y la alfabetización femenina del 92,12%.